# Greatest Hits: The Sound of Money
Greatest Hits: Sound Of Money é uma compilação dos maiores sucessos do cantor de rock estadunidense Eddie Money, que inclui três novas faixas (na época): "Peace In Our Time", "Looking Through The Eyes Of A Child" e "Stop Steppin' On My Heart". O disco foi originalmente lançado em 1989 pela Columbia Records. Um CD remasterizado em 2009, lançado pela SPV. Chegou à 53.ª posição no Billboard Top 200.

## Faixas
1. "Baby Hold On" (E. Money, J. Lyon) - 3:33
2. "Two Tickets to Paradise" (E. Money) - 3:59
3. "Peace in Our Time" (A. Hill, P. Sinfield) - 5:05
4. "Where's The Party?" (Ao vivo) (E. Money, R. Carter) - 5:50
5. "I Wanna Go Back" (M. Byrom, I. Walker, D. Chauncey) - 3:56
6. "Walk on Water" (J. Harms) - 4:40
7. "Shakin'" (E. Money, R. Carter, E. Myers) - 3:08
8. "Take Me Home Tonight" (M. Leeson, P. Vale, E. Greenwich, J. Barry) - 3:32
9. "Think I'm in Love" (E. Money, R. Oda) - 3:10
10. "Looking Through The Eyes Of A Child" (A. Hill, P. Sinfield, A. Hammond) - 4:32
11. "No Control" (E. Money, R. Carter, J. Gunn) - 3:58
12. "We Should Be Sleeping" (E. Money, G. Lowry, K. Burns, G. Thompson) - 3:56
13. "Stop Steppin' On My Heart" (D. Warren) - 4:22

## Singles
- "Peace in Our Time" (1990) 11ª posição nos Estados Unidos[3]